# Francis Blanchard
Pour les articles homonymes, voir Blanchard.
Francis Blanchard, né à Paris le 21 juillet 1916 et mort à Morges le 9 décembre 2009,, est un diplomate français.
Il a été directeur-général du Bureau international du Travail qui est le secrétariat général de l'Organisation internationale du Travail.

## Biographie
Après des études de droit et l'obtention du diplôme de l'École libre des sciences politiques, Francis Blanchard entre en 1942 dans l'administration préfectorale, à la Direction des étrangers du ministère de l'Intérieur  puis, en 1943, au cabinet de Lucien Romier, ministre d'État dans le dernier gouvernement Laval.
Francis Blanchard a commencé sa carrière de fonctionnaire international en 1947 au sein de l'Organisation internationale des réfugiés. Lors de la disparition de cette dernière, il participe à la création de deux autres organismes internationaux, le Haut Commissariat des Nations unies pour les réfugiés et le Comité intergouvernemental pour les migrations européennes.
En 1951, Francis Blanchard entre au Bureau international du travail en tant que chef adjoint de la section de la main-d'œuvre. Cinq années plus tard, en 1956, il est nommé sous-directeur général. Il se voit alors confier la responsabilité générale des activités de coopération technique de l'OIT.
En 1968, Francis Blanchard est nommé directeur général adjoint, responsable des activités de coopération technique et des opérations menées sur le terrain. Il assume le contrôle de deux des nouvelles grandes missions de l'OIT, à savoir la fourniture d'une assistance technique aux pays en développement et la planification de la décentralisation des activités de l'OIT.
En novembre 1973, le conseil d'administration le nomme directeur général en remplacement de Wilfred Jenks. Durant son mandat, il doit faire face à une importante crise financière interne, liée au retrait des États-Unis de l'organisation de 1977 à 1980. Pendant cette période, l'OIT perd environ un quart de son budget de fonctionnement habituel. Il quitte l'OIT en 1989, après 38 années de service au sein de l'Organisation.
Francis Blanchard fut également préfet honoraire et maire adjoint de Gex.
En 1990, il reçoit la bourgeoisie d'honneur de la Ville de Genève.

## Publication
- L'Organisation internationale du travail, Paris, éditions du Seuil, 2004  (ISBN 2-02-066177-2).